# مالای مالار
مالای مالار (انگلیسی: Maalai Malar) شرکت رسانه‌ای هندی است، که در سال ۱۹۷۷ توسط اس. پی. آدیتانار تأسیس شد.